# سيف الدين بوهرة
سيف الدين بوهرة (في 5 مارس 2000 في الرباط) هو لاعب كرة قدم مغربي يلعب في مركز وسط مهاجم، تخرج من أكاديمية محمد السادس لكرة القدم، ومنذ 2021 يلعب لصالح نادي الوداد الرياضي على سبيل الإعارة قادما من نادي شباب المحمدية.

## روابط خارجية
- سيف الدين بوهرة على موقع قاعدة بيانات كرة القدم.إي يو (الإنجليزية)